# Earl S. Pomeroy
Earl Spencer Pomeroy (Capitola, 27 december 1915 – Eugene, 18 januari 2005) was een Amerikaans historicus. Hij schreef verschillende geschiedenisboeken over het Amerikaanse Westen, zoals The Pacific Slope uit 1965.

## Leven en werk
Pomeroy werd in Capitola (Californië) geboren. Hij behaalde zijn bachelordiploma aan San José State College in 1936 en behaalde zijn doctoraat aan de Universiteit van Californië - Berkeley onder het toezicht van historicus Frederic L. Paxson. Van 1942 tot 1945 doceerde Pomeroy aan de Universiteit van North Carolina te Chapel Hill. In 1945 verkaste hij naar de Ohio State University. In 1949 aanvaardde hij een positie aan de Universiteit van Oregon in Eugene, waar Pomeroy tot 1986 bleef. Hij doceerde in die periode ook aan UC San Diego.
Earl Pomeroy overleed in 2005.